# پیتر چک
پیتر چک (به چکی: Petr Čech) (زاده ۲۰ مه ۱۹۸۲) دروازه‌بان سابق فوتبال اهل جمهوری چک است. پیتر چک، سابقهٔ بازی در تیم ملی فوتبال جمهوری چک را دارد و به همراه این تیم در مسابقات جام ملت‌های اروپا شرکت داشته‌است. چک در سال ۱۹۹۹ هنگامی که تنها ۱۷ سال داشت به بلشانی پیوست. سال بعد او به اسپارتا پراگ پیوست و رکورد کلین شیت تئودور ریمن را در لیگ برتر چک شکست. چک در سال ۲۰۰۲ قراردادی چهار ساله به مبلغ ۵٫۵ میلیون یورو به رن پاس شد اما پس از دو سال با قراردادی به ارزش ۷ میلیون پوند به چلسی برگشت خورد و در آن زمان گران‌ترین دروازه‌بان باشگاه شد. پس از مصدومیت کارلو کودیچینی، ژوزه مورینیو، چک را به عنوان دروازه‌بان اول چلسی انتخاب کرد.
 او از طرف فدراسیون بین‌المللی تاریخ و آمار فوتبال بهترین دروازه‌بان در سال ۲۰۰۵ انتخاب شده‌است و به همراه تیم چلسی در سال ۲۰۱۲ قهرمان لیگ قهرمانان اروپا شدند. او در سال ۲۰۱۵ به مبلغ ۱۱ میلیون یورو به آرسنال پیوست و توانست در باشگاه آرسنال به دروازه‌بان اصلی تیم بدل شود. وی بعد از فینال لیگ اروپا ۲۰۱۹ از دنیای فوتبال خداحافظی کرد. همچنین او پس از جام ملت‌های اروپا ۲۰۱۶ از فوتبال ملی خداحافظی کرده بود.
چک با رکورد ۹۰۳ دقیقه متوالی بدون دریافت گل، در تاریخ لیگ برتر انگلیس رکورددار است. همچنین او چهار بار برنده دستکش طلایی لیگ برتر فوتبال انگلستان شده‌است که در کنار جو هارت بیشترین تعداد است. این سنگربان چکی موفق شده که در مسابقات مختلف باشگاهی و ملی در ۳۹۱ بازی دروازه خود را بسته (کلین شیت) نگه دارد که ۲۰۲ بار آن در لیگ برتر انگلیس است که در این زمینه رکورددار است.

## کلاه مخصوص
در چهاردهم اکتبر سال ۲۰۰۶ اتفاقی در محوطه جریمه تیم چلسی رخ داد که در تاریخ فوتبال نظیر نداشت. در اولین دقیقه بازی، پیتر چک (دروازه‌بان چلسی) و استفن هانت (مهاجم تیم مقابل) هر دو به سمت توپ هجوم بردند اما مهاجم به جای توپ، سر دروازه‌بان را نشانه رفت. نوک پای استفان هانت چنان به سر پیتر چک خورد که او دیگر نتوانست بازی را ادامه دهد. دروازه‌بان مصدوم فوراً با برانکارد از زمین بیرون رفت و کارلو کودیچینی (دروازه‌بان ذخیره تیم) جایگزین او شد.
سرانجام پس از ۱۰ روز بستری و یک عمل جراحی که با تعبیه دو قطعه فلزی در جمجمه پیتر چک همراه بود، دروازه‌بان چلسی از بیمارستان مرخص شد. پیتر مدتی بعد از ترخیص و بازگشت به منزل، به تمرین‌های ملایم مشغول شد و باشگاه چلسی اعلام کرد که او حداقل تا ۳ ماه دیگر به فوتبال برنمی‌گردد. بالاخره پیتر چک در ژانویه ۲۰۰۷ میلادی با یک کلاه محافظ ویژه بازی راگبی به فوتبال برگشت. این کلاه، فوم محافظ پلیمری اضافه‌تری نسبت به کلاه‌های معمولی داشت تا سر او را بیشتر پوشانده و ایمنی کامل‌تری برایش ایجاد کند.

## افتخارات
- چلسی
- لیگ برتر فدراسیون انگلستان: ۲۰۰۴–۰۵، ۲۰۰۵–۰۶، ۲۰۰۹–۱۰، ۲۰۱۴–۱۵
- جام حذفی: ۲۰۰۷، ۲۰۰۹، ۲۰۱۰، ۲۰۱۲، ۲۰۱۷
- جام خیریه انگلستان: ۲۰۰۵، ۲۰۰۹
- جام اتحادیه باشگاه‌های انگلستان: ۲۰۰۵، ۲۰۰۷
- قهرمانی در لیگ قهرمانان اروپا ۲۰۱۲
- بین‌المللی
- قهرمانی در مسابقات زیر ۲۱ سال: ۲۰۰۲
- شخصی
- بهترین دروازه‌بان لیگ فرانسه: ۲۰۰۳–۰۴
- تیم PFA سال: ۲۰۰۵
- بهترین دروازه‌بان: ۲٬۰۰۵
- دستکش طلایی: ۲۰۰۴–۰۵، ۲۰۰۹–۱۰
- بهترین بازیکن ماه لیگ برتر انگلیس: دسامبر ۲۰۰۵، مارس ۲۰۰۷
- بهترین دروازه‌بان از نگاه UEFA: ۲۰۰۵، ۲۰۰۷، ۲۰۰۸
- بهترین بازیکنان سال کشور جمهوری چک: ۲۰۰۲، ۲۰۰۵، ۲۰۰۷، ۲۰۰۹
- بهترین دروازه‌بان ملی اروپا: ۲۰۰۵، ۲۰۰۷، ۲۰۰۸
- بهترین دروازه‌بان باشگاهی اروپا: ۲۰۰۳، ۲۰۰۵، ۲۰۰۷، ۲۰۰۸
- ESM Team of the Year: ۲۰۰۴–۰۵، ۲۰۰۵–۰۶، ۲۰۰۶–۰۷، ۲۰۰۷–۰۸
- چلنج کاپ: ۲٬۰۰۹